# Euanthe
Euanthe (Jowisz XXXIII) – mały księżyc Jowisza, odkryty przez astronomów z Uniwersytetu Hawajskiego, pod przewodnictwem Scotta Shepparda w 2001 roku.

## Nazwa
Nazwa księżyca pochodzi od mitycznej Euante (Euanthe), która uchodziła za matkę Charyt (choć zwykle tę rolę przypisuje się Eurynome).

## Charakterystyka fizyczna
Euanthe jest jednym z najmniejszych księżyców Jowisza, jego średnicę ocenia się na około 3 km. Średnia gęstość tego ciała to ok. 2,6 g/cm3, składa się ono głównie z krzemianów. Powierzchnia księżyca jest bardzo ciemna – jego albedo wynosi zaledwie 0,04. Z Ziemi można go zaobserwować jako obiekt o jasności wizualnej co najwyżej 22,8 magnitudo.
Euanthe obiega Jowisza ruchem wstecznym, czyli w kierunku przeciwnym do obrotu planety wokół własnej osi. Satelita należy do grupy Ananke.